# 裸奇異點
在廣義相對論中，裸奇異點（英語：Naked singularity）是一種理論推測出的重力奇異點，其外沒有事件視界包圍住。一個黑洞是由重力奇異點與包圍住它的事件視界所構成，速度最快的光也無法逃脫到事件視界之外，因此理論上外界觀察者無法直接觀測到黑洞內部的現象。裸奇異點則與之相反，光與其他粒子有機會逃離奇異點至遠方，而事件視界因此不存在；外界觀察者有機會觀察到發生在奇異點附近劇烈扭曲時空的現象。
裸奇異點的存在對於天文物理等領域來說有其重要性，其中之一是可能得以觀察到星體塌縮成無限大密度的點的一些過程。另一方面，其存在與特性乃是對量子重力理論進行檢驗的良好機會。

## 奇異點與宇宙審查假說
英國數學物理學家彭羅斯（Roger Penrose）於1969年提出一項自然法則的猜想，被稱之為宇宙審查假說。此猜想陳述星體塌縮成奇異點的過程，必須伴隨事件視界的產生；由於事件視界的存在，處於其內的奇異點無法被直接窺視。

## 裸奇異點的形成
宇宙審查假說並未經過直接驗證，而有些物理學家也質疑宇宙審查假說的真確性。其透過理論預測，指出裸奇異點的存在是有可能的。一些不同結構、形狀的星體在塌縮過程中，並不如過去所分析的必然伴隨事件視界的產生。其中的例子如德國物理學家塞費德（Hans Jürgen Seifert）與其同僚在1973年所提出的密度不均勻星體的例子。